# North American T-6 Texan
North American T-6 Texan även känd som T-6 Texan och AT-16 Harvard var ett amerikanskt skolflygplan utvecklat av North American Aviation.

## Användning i Sverige
Mellan åren 1947 och 1972 ingick North American T-6 Texan i olika versioner i Flygvapnet med den svenska militära beteckningen Sk 16, Sk 16A, Sk 16B, och Sk 16C.
Totalt 257 plan kom i tjänst i Flygvapnet under åren 1947–1953. Flygplanet var av typen North American Texan eller Noorduyn Harvard IIb, beroende på om de tillverkades i USA eller Kanada. 
Efter andra världskriget fanns det ett stort överskott på dessa plan och de man först inköpte hade korta gångtider (21–1400 timmar). Ihopmonteringen i Sverige gjordes i Centrala Flygverkstaden Arboga. Den första leveransen om 91 stycken Harvard IIb tillverkade i Kanada kom till Sverige 1947. Dessa tjänstgjorde inledningsvis på F 5 Ljungbyhed och F 20 Uppsala som Sk 16. Ytterligare 52 stycken levererades under 1948. Dessa kom att fördelas mellan F 3 Malmslätt, F 8 Barkarby, F 9 Säve, F 10 Ängelholm, F 13 Norrköping, och F 18 Tullinge. 
År 1950 beslöt man att införskaffa fler plan. Nu var dock inte utbudet lika stort och de man inköpte var betydligt dyrare och hade längre gångtid än de tidigare flygplanen (1075–4900 timmar). Dessa var tillverkade i USA av North American och fick beteckningen Sk 16B och Sk 16C, varvid de tidigare flygplanen fick ändrad beteckning till Sk 16A.
Sk 16B och Sk 16C var i tjänst under åren 1953–1958 medan Sk 16A fanns kvar i Flygvapnet ända fram till sista april 1972.

## Galleri

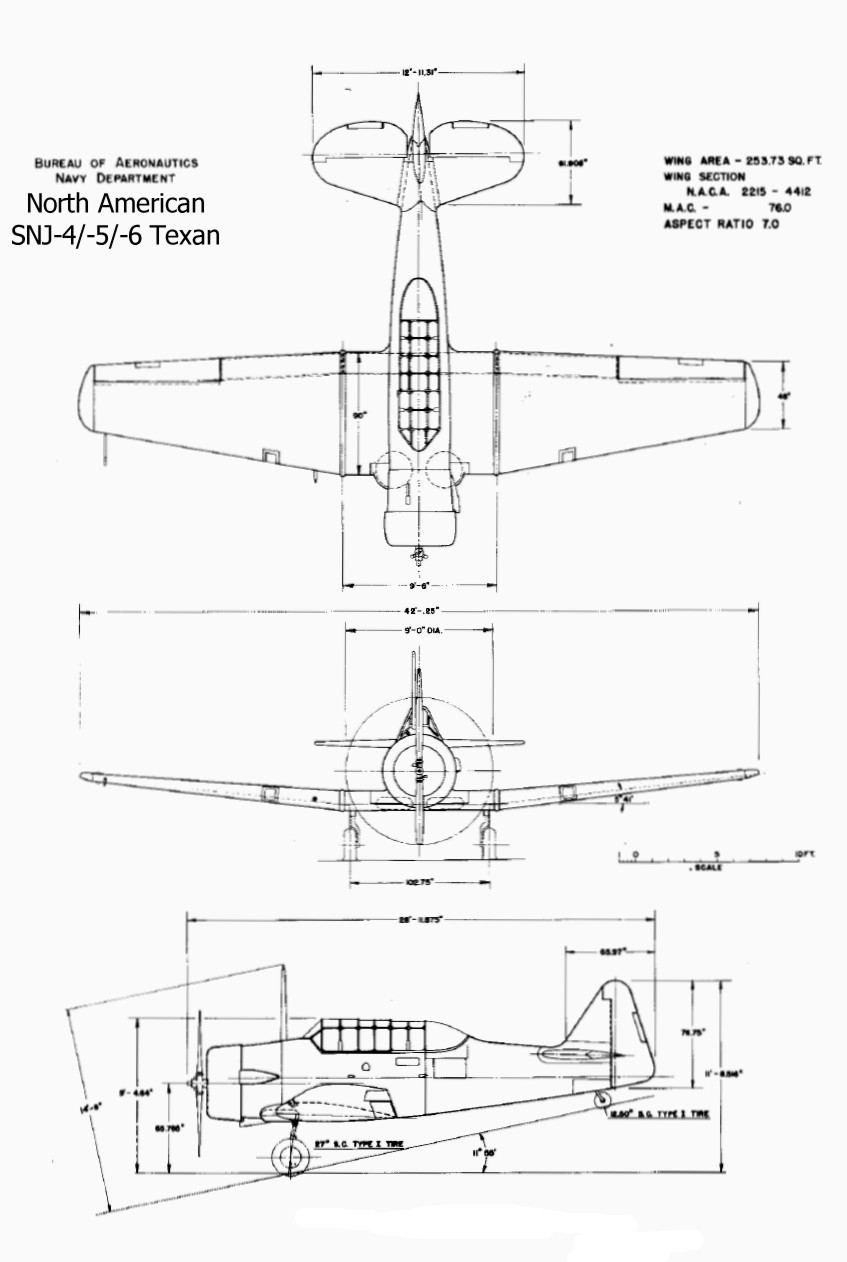
Ritning av North American SNJ-4/-5/-6 Texan.
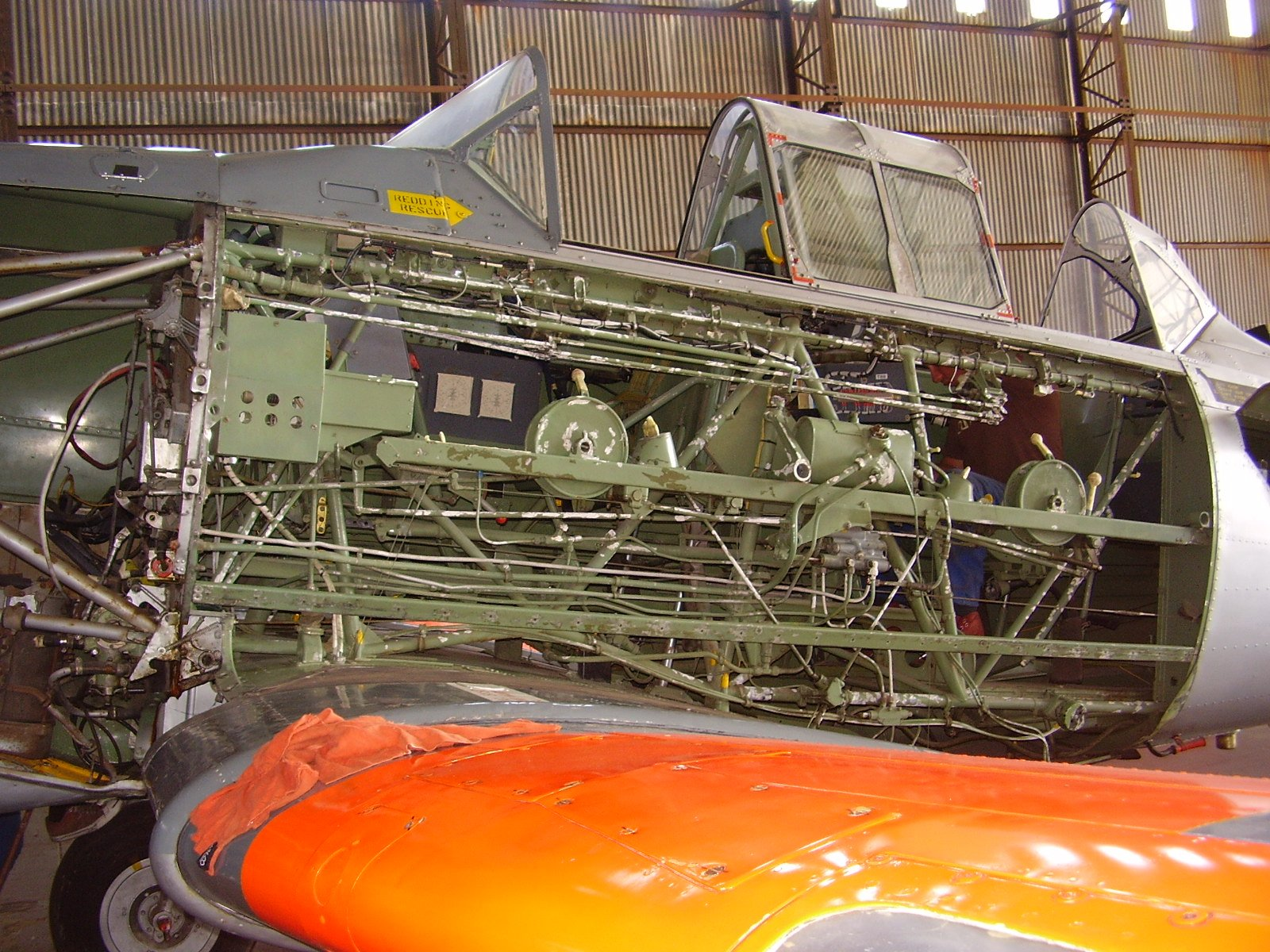
En T6-Texan under renovering
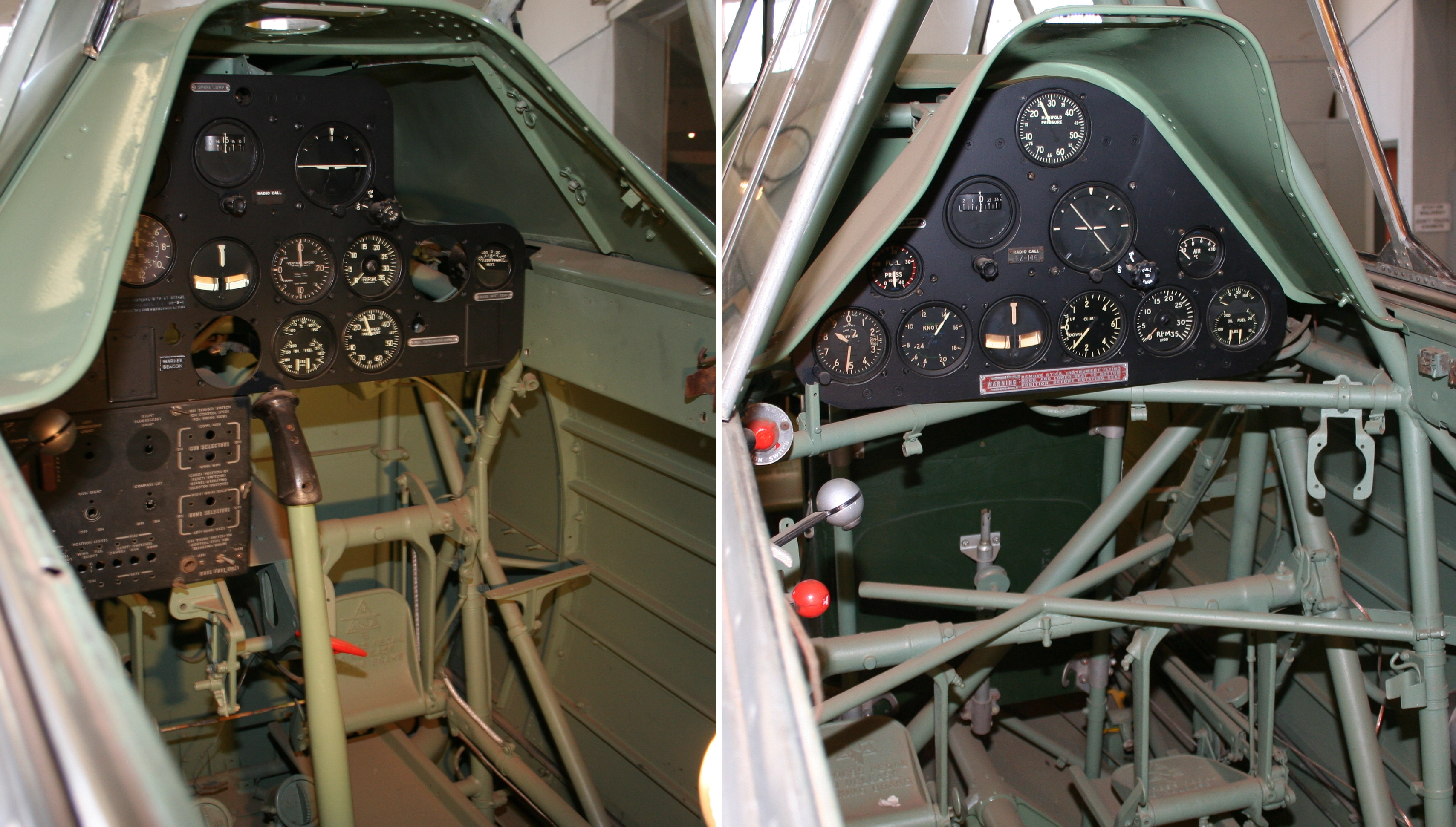
Tv främre cockpit, th bakre cockpit.
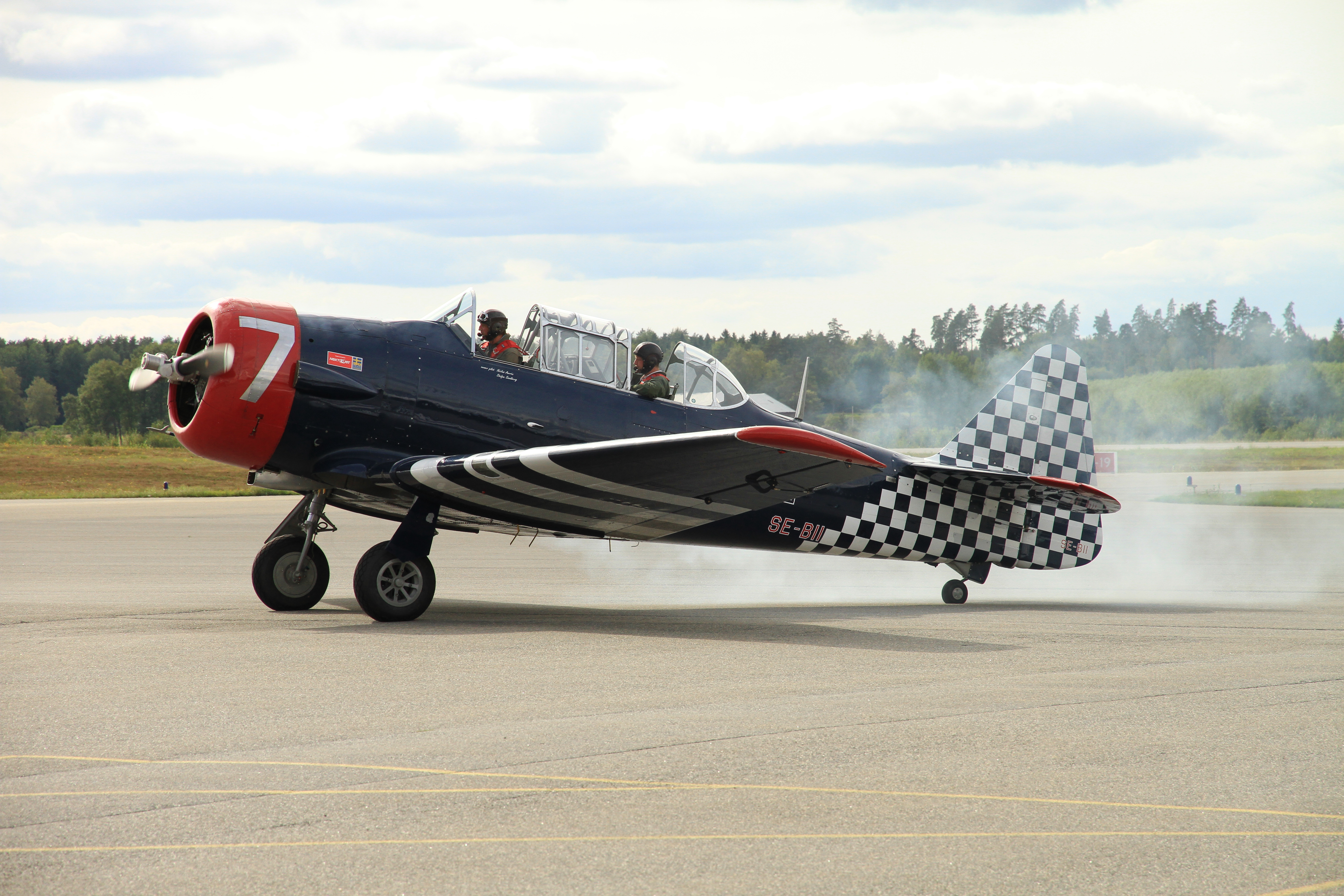
En Noorduyn AT-16 Harvard IIB på Flygfest 2011 i Örebro.
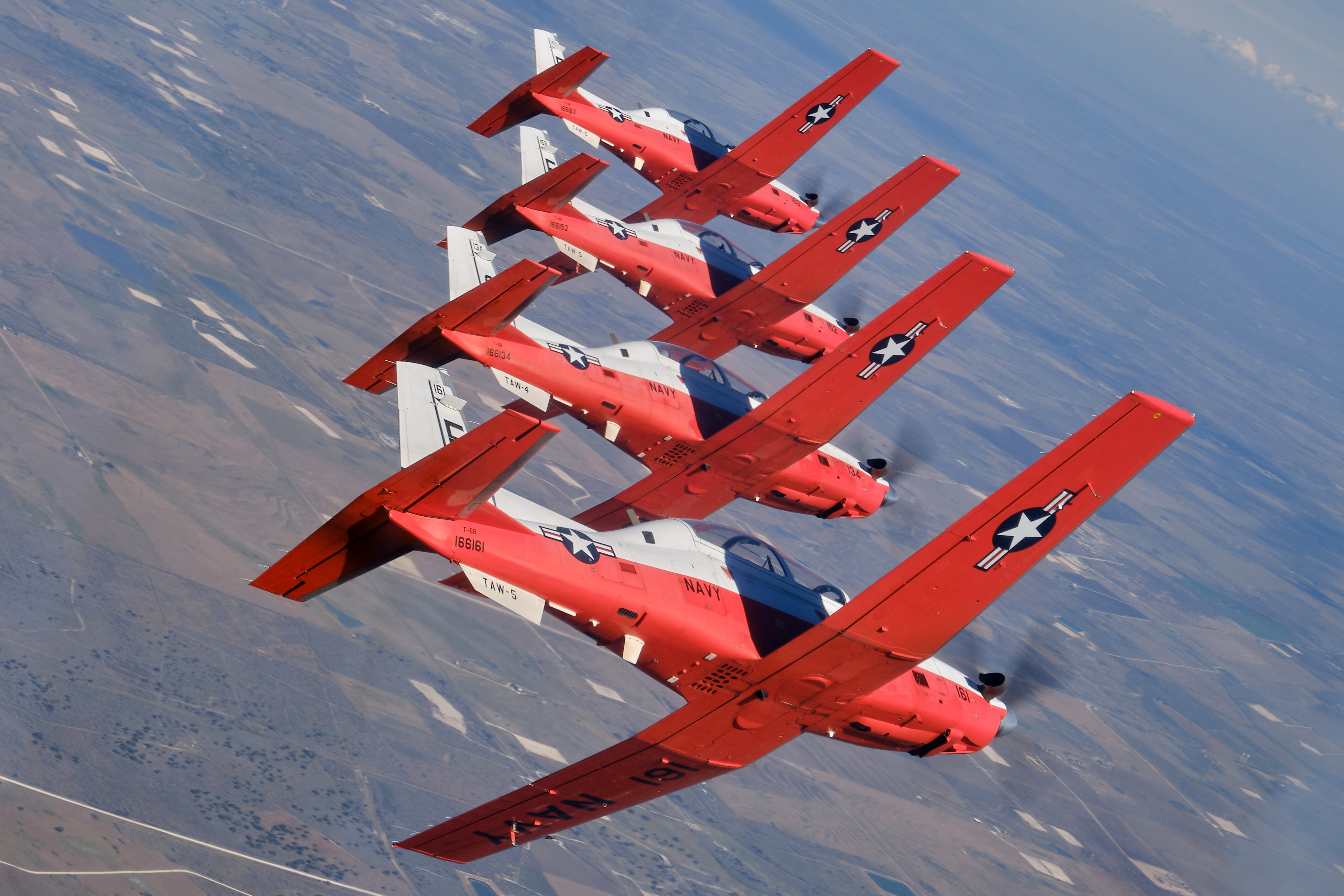
4 st North American T-6 Texan i mars 2021.